# Marib
Marib (arabsky مأرب‎) je město v Jemenu, které se nachází ve stejnojmenné provincii. Leží přibližně 120 kilometrů na východ od jemenského hlavního města San'á. Při archeologickém průzkumu, který byl prováděn v 50. letech 20. století, byly poblíž města objeveny starověké umělecké předměty a stavby včetně chrámu boha Měsíce, který pochází ze 7. století před n. l. V lednu 2023 byly historické památky na Sabejskou říši zapsány na seznam světového dědictví UNESCO v ohrožení.
Historické město Marib bývalo hlavním městem Sabejské říše. To bylo původně zavodňováno údolní přehradou, která byla postavena mezi dvěma místními pahorky. V 6. století n. l. prý ale byla tato hráz protržena, a to zřejmě etiopskými nájezdníky. Po těchto událostech město Marib zpustlo a celá Sabejská říše byla zavátá pouštním pískem.

## Galerie

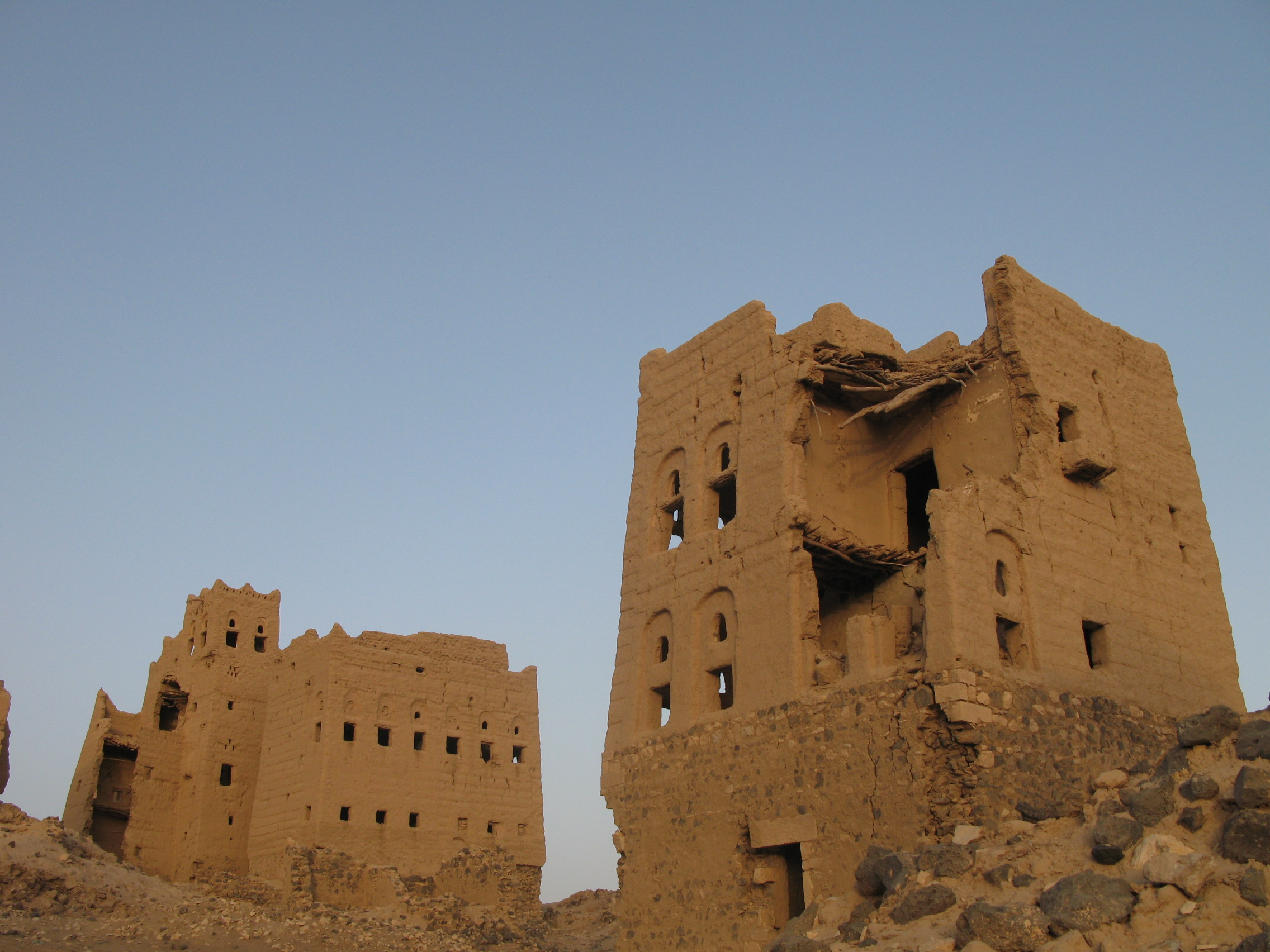
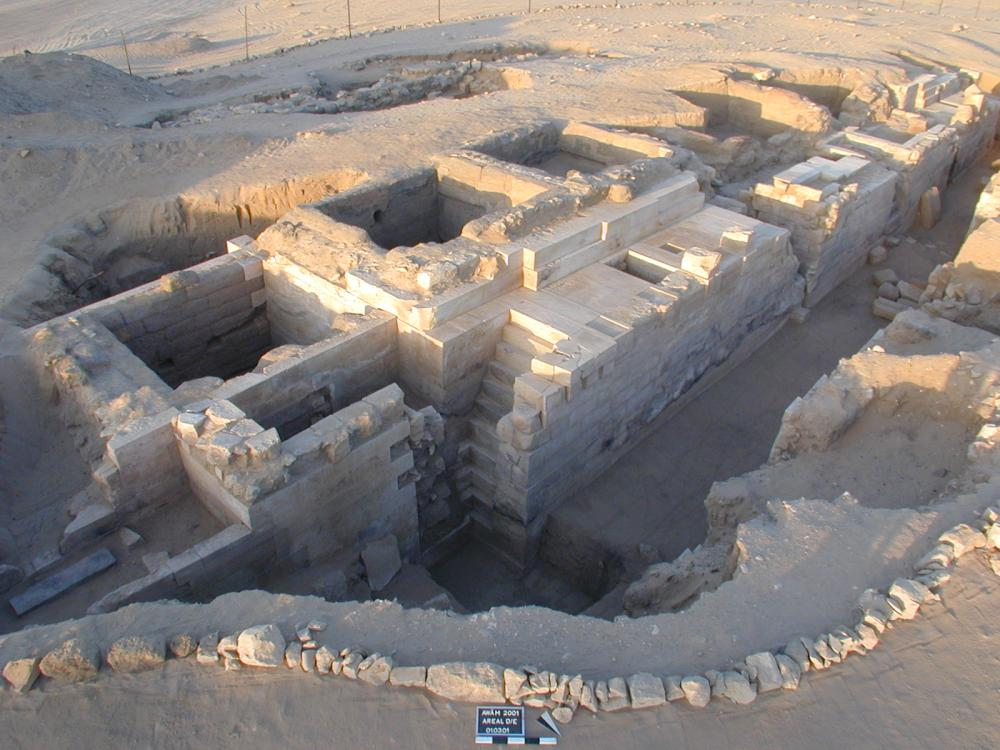
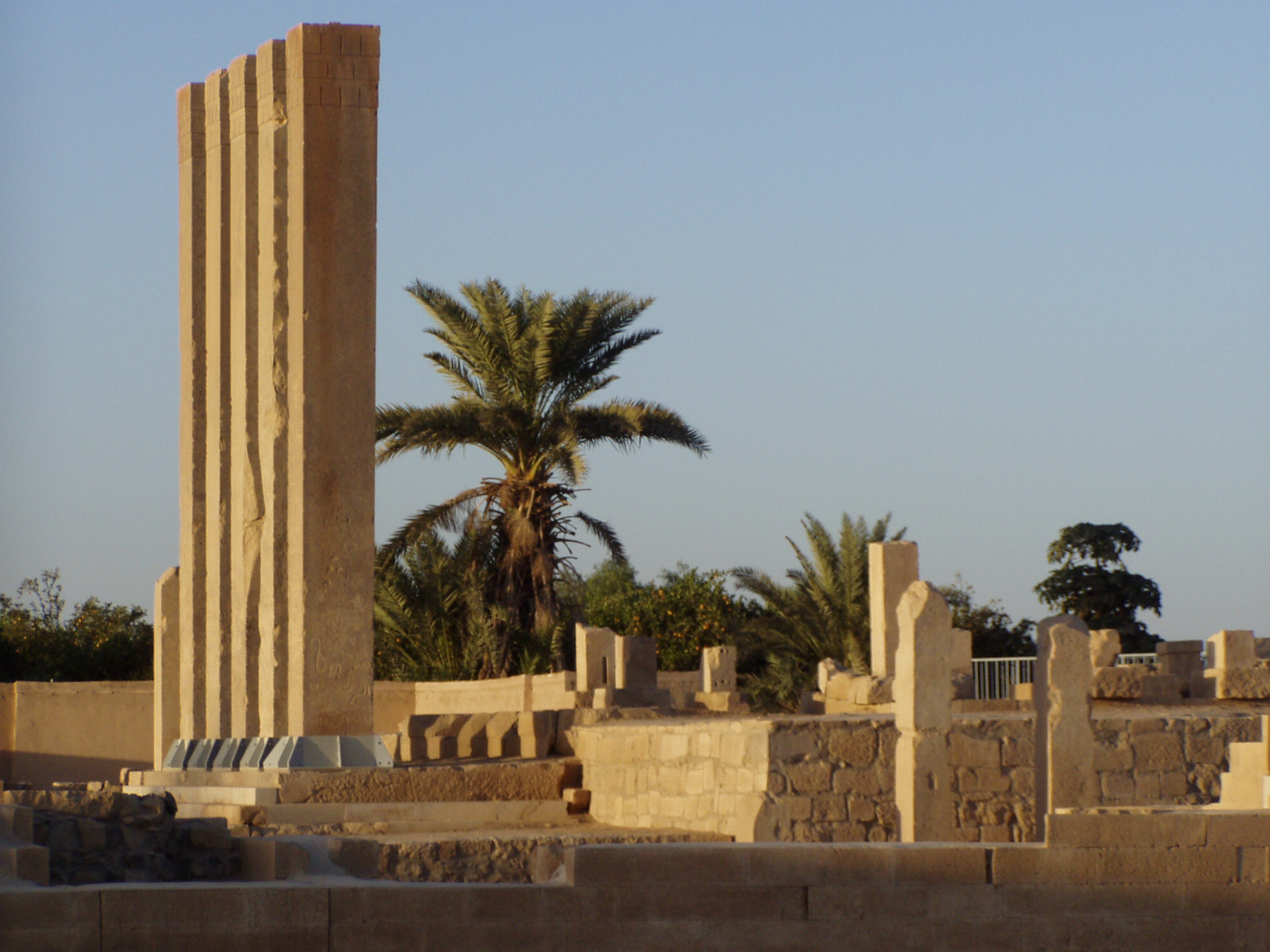
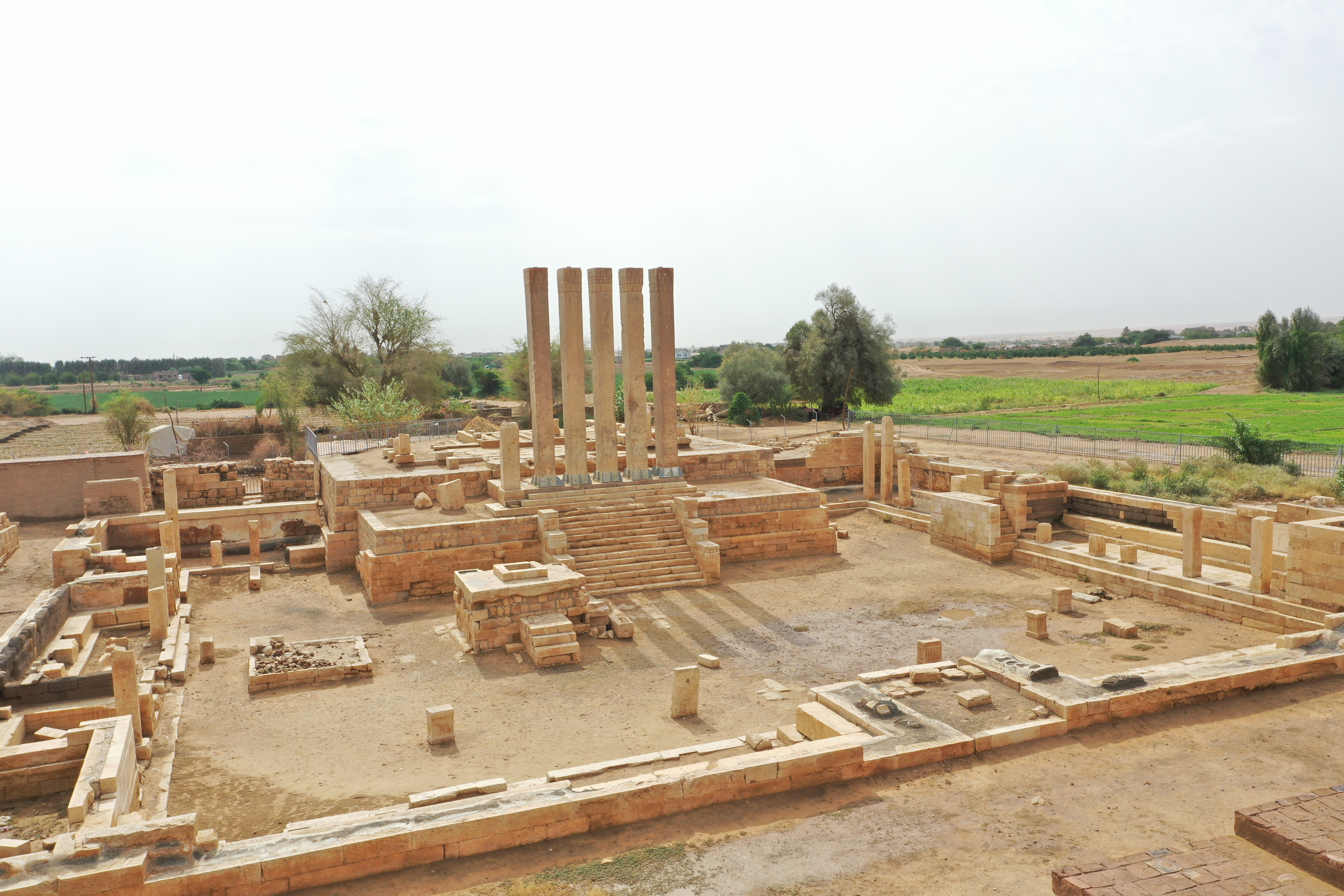